# Стрей-Сечел
Стрей-Сечел (рум. Strei-Săcel) — село у повіті Хунедоара в Румунії. Адміністративно підпорядковане місту Келан.
Село розташоване на відстані 281 км на північний захід від Бухареста, 17 км на південний схід від Деви, 122 км на південь від Клуж-Напоки, 139 км на схід від Тімішоари.

## Населення
За даними перепису населення 2002 року у селі проживали 211 осіб.
Національний склад населення села:
| Національність | Кількість осіб | Відсоток |
| -------------- | -------------- | -------- |
| румуни         | 206            | 97,6%    |
| угорці         | 5              | 2,4%     |

Рідною мовою назвали:
| Мова      | Кількість осіб | Відсоток |
| --------- | -------------- | -------- |
| румунська | 206            | 97,6%    |
| угорська  | 5              | 2,4%     |